# Loops!

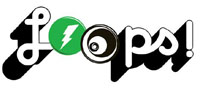
Logotip del programa emès pel canal 33.

Loops! fou un programa de Televisió de Catalunya que va néixer el 15 de febrer del 2005 i es va emetre fins al 2008, en què es donaven cita tots els estils que conformen la música pop actual, del hip-hop al hard rock o de l'electrònica al folk, amb una atenció especial a la producció catalana. S'emetia tots els dimecres a les 23.30 al 33. Se'n van emetre 187 edicions.

## El programa
A Loops! es mostra tot allò que sovint no s'ensenya de la música, es revelen curiositats sobre aquest món, s'hi poden veure com es relaciona la música amb altres formes d'art i entreteniment actuals, es repassen escenes musicals d'orígens diversos, es viu el dia a dia dels músics, viatgen amb els músics catalans, estan al cas de l'actualitat musical i també de les noves formes d'expressió musical.
Així doncs al Loops!, cada dimecres s'ofereixen tres reportatges sobre diversos aspectes de la música, des dels reportatges més vivencials, en què es poden fer el seguiment d'un músic, fins a reportatges monogràfics sobre un tema relacionat amb la música; reportatges divulgatius sobre estils, tècniques musicals; o reportatges sobre esdeveniments com concerts o festivals.
En el programa també hi ha lloc per a l'actualitat musical, amb un espai dedicat a les notícies i l'agenda setmanal.
El programa el presenta la periodista i actriu Sara Loscos (Barcelona, 1980), que és llicenciada en Periodisme per la Universitat Autònoma de Barcelona. La seva faceta periodística inclou la presentació del programa GosSOS de TV3 i la seva feina com a guionista del Silenci?, del 33. La seva experiència com a actriu televisiva inclou sèries com Tocao del ala, a TVE; Moncloa, dígame, a Tele 5; "Vitamina", El joc de viure, Laura, Majoria absoluta, a TV3, en què també destaca el seu paper de Núria, a Temps de silenci. En el cinema l'hem pogut veure a "La caverna", d'Eduard Cortés, o a "Dones", de Judith Colell.

## L'equip
- Direcció: Jofre Font, Josep Maria Salat
- Producció: Rita Managuerra, Jordi Campàs Reig
- Realització: Josep Maria Salat, Irene Domingo, Robert García
- Presentació & redacció: Sara Loscos
- Redacció: Roger Estrada, Álex Ferre
- Disseny de vestuari: Núria Segovia
- Grafisme: No-Domain
- Sintonia original: The Pinker Tones
- Locució: Carles Di Blasi
- Producció executiva: Oriol Sala-Patau
- Direcció executiva: Francesc Fàbregas